# Sánchez (municipio)
Sánchez es un municipio de la República Dominicana, que está situado en la provincia de Samaná.

## Localización
El municipio de Sánchez se encuentra ubicado en la parte sudoccidental de la península de Samaná. Entre la provincia María Trinidad Sánchez (Nagua), y Samaná. A una distancia de 36 km de Nagua y de Samaná a 34 km. Se encuentra justamente al pie de la cordillera de ese nombre.

## Geografía
Presenta un relieve sumamente irregular y cenagoso.

## Límites
Municipios limítrofes:
|                                    | Norte: Océano Atlántico y Las Terrenas |                                                   |
| Oeste: Nagua, Arenoso y Villa Riva |                                        | Este: Samaná, Océano Atlántico y Sabana de la Mar |
|                                    | Sur: Sabana Grande de Boyá             |                                                   |

## Distritos municipales
Está formado por el distrito municipal de:
| Nombre  | Código   |
| ------- | -------- |
| Sánchez | 03200201 |

## Historia
El río gran estero fue el límite entre Samaná y Matanzas (Nagua). Por el lado este de su desembocadura se levanta la Sierra de Samaná. En su comienzo surge imponente el Pico Las Cañitas (546) m.

### Fundador de Las Cañitas
Poco después de 1824, llega a la costa de Samaná, Joaquín Hernández, pirata de origen español y radicado en Puerto Rico que funda una aldea que denomina Las Cañitas.

## Demografía
Según el Censo de Población y Vivienda de 2002, el municipio tenía una población total de 26505, de los cuales 13436 eran hombres y 13069 mujeres. La población urbana del municipio era de 58.28%.

### Primeros pobladores
Los primeros pobladores de este municipio procedían de Puerto Rico, y estos eran descendientes de familias españolas.

## Clima
Su clima es variado y goza de todos los atributos del trópico, puede pasar semanas sin que llueva.

## Economía
Las principales actividades económicas del municipio son la agrícola y la pesca. Sus productos principales son: el coco, pescado, arroz, víveres variados, entre otros.

### Ferrocarril
El primer intento para la instalación de un ferrocarril data del año 1865. Mediante Resolución Num. 837, d/f 22 de marzo de 1865, firmada por Benigno Filomeno de Rojas, Presidente de la Soberana Convención Nacional y los Secretarios: A. Eugenio Gazan, Vicente Morel, Miguel A. Roman, se conoce en virtud del art. 58 de la Constitución, incisos 11, 16, 20, al Sr. Don Teodoro Stanley Héneken, autorización para el establecimiento de un ferrocarril de Santiago a Samaná.
En 1869, durante el gobierno de Buenaventura Báez, se otorgó a Mr. Fred H. Fisher concesión para el establecimiento de un ferrocarril que se extendería desde Santiago, toda la orilla del río Yuna, hasta Samaná. Diez años más tarde, Mr. Allen H. Crosby recibe autorización para construir una línea férrea de Santiago a Samaná.
En 1881, nueva concesión fue otorgada a Mr. Allen H. Crosby para instalar un ferrocarril de Samaná a Santiago. De estos estudios que dan lugar al inicio de los trabajos definitivos fue encargado Mr. Baird quien construyó dicha obra, la cual fue terminada en el año 1887. El 13 de mayo de 1884, salió la primera locomotora, en recorrido de prueba, en el primer tramo, arrastrando 19 vagones. Más tarde, este ferrocarril sólo llegaba hasta La Vega, por lo que hoy se conoce como Ferrocarril Sánchez - La Vega.

### Puertos
El Puerto de Sánchez fue construido justamente con el Ferrocarril, está provisto por un muelle construido en piedra y piloto de concreto, con una plataforma conformada por una plancha de acero, tablones de madera y sobre el un terminal para chequeo de viajeros y personas involucradas con estos trabajos.
Debido al gran avance portuario de exportaciones e importaciones por este puesto marítimo y a otros motivos vinieron a este pueblo personas de otras islas y países como españoles, alemanes, franceses, Cocolos, entre otros de las Islas Vírgenes e Islas Inglesas.

## Comunicaciones

### Carretera Sánchez - Samaná
Iniciada en 1935 y terminada en 1938. Era algo similar a un camino vecinal y comenzó de Samaná hacia Majagual bajo la dirección de Don José Menéndez, en esa ocasión gobernador de Samaná.
La segunda etapa partió de Sánchez hacia Majagual, dirigida por Don Juan Julio Morales, Teniente Primero del Ejército Nacional.
El personal utilizado fue el mismo pueblo y en esa época se puso en boga la frase; “una semana para la carretera”.

### Carretera Sánchez - Matanzas
Al igual que Sánchez – Samaná fue constituida con el esfuerzo de ambas comunidades (1925-1927).
La obra fue dirigida por Armando De Los Santos. El primero que viajó fue Nicolás Nova en un automóvil Chevrolet de la compañía Red Line, de José Cociné, Pablo Ten y Chuchú Ferrand.